# Grand Prix-wegrace van België 1986
De Grand Prix-wegrace van België 1986 was de zevende Grand Prix van wereldkampioenschap wegrace in het seizoen 1986. De races werden verreden op 6 juli 1986 op het Circuit de Spa-Francorchamps nabij Malmedy.

## Algemeen
De trainingen in België werden onder goede omstandigheden gereden, maar tijdens de racedag regende het. Dat de Honda NSR 500-rijders in de trainingen afstellingsproblemen hadden gehad was daardoor niet zo erg, want alle afstellingen waren nutteloos geworden nu het regende. Behalve een groot aantal valpartijen leverde de natte baan ook enkele verrassende winnaars op: Domenico Brigaglia en de zijspancombinatie Steve Webster/Tony Hewitt scoorden hun eerste WK-overwinningen. De regen zorgde bij veel machines ook voor technische problemen in de vorm van vocht in carburateurs en haperende ontstekingen.

## 500cc-klasse

### De training
De Yamaha YZR 500-rijders waren erg sterk in de trainingen, terwijl de Honda NSR 500-coureurs juist moeite hadden met de afstelling van hun machines. Naast Wayne Gardner was dat nu Raymond Roche, die de machines van Shungi Yatsushiro kreeg. Feitelijk waren dit de motorfietsen van Freddie Spencer, maar Roche mocht ze in België en in de Franse GP gebruiken omdat men verwachtte dat Spencer pas bij de Britse Grand Prix weer fit zou zijn. Bij Yamaha deed Christian Sarron het weer goed op Spa-Francorchamps. Hij kwam dicht bij het pole-record van Spencer en werd tweede achter Eddie Lawson, die het record met 0,3 seconde verbeterde.

#### Trainingstijden
| Pos | Coureur            | Merk                        | Tijd    |
| --- | ------------------ | --------------------------- | ------- |
| 1.  | Eddie Lawson       | Marlboro-Agostini-Yamaha    | 2"28'28 |
| 2.  | Christian Sarron   | Gauloises-Sonauto-Yamaha    | 2"28'69 |
| 3.  | Randy Mamola       | Lucky Strike-Roberts-Yamaha | 2"29'27 |
| 4.  | Mike Baldwin       | Lucky Strike-Roberts-Yamaha | 2"29'44 |
| 5.  | Wayne Gardner      | Rothmans-HRC-Honda          | 2"30'31 |
| 6.  | Didier de Radiguès | Rollstar-Chevallier-Honda   | 2"30'51 |
| 7.  | Rob McElnea        | Marlboro-Agostini-Yamaha    | 2"30'76 |
| 8.  | Raymond Roche      | Rothmans-Katayama-HRC-Honda | 2"31'65 |
| 9.  | Ron Haslam         | ELF-Honda                   | 2"31'82 |
| 10. | Roger Burnett      | Rothmans-Honda-UK           | 2"31'87 |

### De race
Al in de opwarmronde van de 500cc-klasse kwam Kevin Schwantz in La Source ten val, maar ondanks de pijn ging hij toch van start. In de vierde ronde viel Ron Haslam, in de zevende ronde ook Paul Lewis en in de negende ronde Raymond Roche. Randy Mamola had geen problemen. Hij leidde de race van start tot finish, gevolgd door Eddie Lawson, die geen risico's wilde nemen en aanvankelijk ook Mike Baldwin, tot die in de tiende ronde viel. Dat kwam mogelijk door de druk van Christian Sarron, die zijn reputatie als regenrijder waarmaakte nadat zijn machine in het begin op twee cilinders had gelopen. Intussen voerde Kevin Schwantz een schrikbewind door zijn wilde rijstijl, waarbij hij Mile Pajic van de baan reed. Schwantz kreeg juist bewondering van Boet van Dulmen, die had gewild dat hij nog jong genoeg was om er een dergelijke rijstijl op na te houden. Die bewondering werd wellicht nog groter toen de artsen na de race vaststelden dat Schwantz bij zijn val in de opwarmronde een sleutelbeen had gebroken. Pajic kwam de schrik teboven en werd zelf achtste, waarmee hij zijn eerste WK-punten scoorde.

#### Uitslag 500cc-klasse
| Pos | Coureur             | Merk                        | Tijd       | Grid | Punten |
| --- | ------------------- | --------------------------- | ---------- | ---- | ------ |
| 1   | Randy Mamola        | Lucky Strike-Roberts-Yamaha | 57"25'02   | 3    | 15     |
| 2   | Eddie Lawson        | Marlboro-Agostini-Yamaha    | 57"42'45   | 1    | 12     |
| 3   | Christian Sarron    | Gauloises-Sonauto-Yamaha    | 58"27'84   | 2    | 10     |
| 4   | Wayne Gardner       | Rothmans-HRC-Honda          | 58"33'30   | 5    | 8      |
| 5   | Rob McElnea         | Marlboro-Agostini-Yamaha    | 58"38'65   | 7    | 6      |
| 6   | Pierfrancesco Chili | HB-Gallina-Suzuki           | 59"48'69   | 17   | 5      |
| 7   | Didier de Radiguès  | Rollstar-Chevallier-Honda   | 1:00"04'26 | 6    | 4      |
| 8   | Mile Pajic          | SNRT-Honda                  | +1 ronde   | 19   | 3      |
| 9   | Boet van Dulmen     | Bakker-PDM-Honda            | +1 ronde   | 20   | 2      |
| 10  | Kevin Schwantz      | Rizla-Heron-Suzuki          | +1 ronde   | 11   | 1      |
| 11  | Wolfgang von Muralt | Frankonia-Suzuki            | +1 ronde   | 15   |        |
| 12  | Mark Phillips       | Suzuki                      | +1 ronde   | 25   |        |
| 13  | Masuru Mizutani     | Suzuki                      | +1 ronde   | 16   |        |
| 14  | Peter Sköld         | Honda                       | +1 ronde   | 23   |        |
| 15  | Robert Jung         | Honda                       | +1 ronde   | 28   |        |
| 16  | Gary Lingham        | Honda                       | +1 ronde   | 33   |        |
| 17  | Paul Ramon          | Suzuki                      | +1 ronde   | 31   |        |
| 18  | David Griffith      | Honda                       | +2 ronden  | 36   |        |

#### Niet gefinisht
| Coureur           | Merk                        | Oorzaak               | Grid |
| ----------------- | --------------------------- | --------------------- | ---- |
| Alessandro Valesi | Honda                       |                       | 26   |
| Andreas Leuthe    | Honda                       |                       | 30   |
| Mike Baldwin      | Lucky Strike-Roberts-Yamaha | Val                   | 4    |
| Dietmar Marehardt | Suzuki                      |                       | 34   |
| Bernard Denis     | Suzuki                      |                       | 22   |
| Raymond Roche     | Rothmans-Katayama-HRC-Honda | Val                   | 8    |
| Juan Garriga      | Cagiva                      | Water in carburateurs | 13   |
| Fabio Biliotti    | Honda                       |                       | 14   |
| Paul Lewis        | Skoal Bandit-Heron-Suzuki   | Val                   | 12   |
| Maarten Duyzers   | Suzuki                      | Water in carburateurs | 32   |
| Eero Hyvärinen    | Honda                       |                       | 27   |
| Ron Haslam        | ELF-Honda                   | Val                   | 9    |
| Marco Gentile     | Écurie-Fior-Honda           |                       | 21   |
| Manfred Fischer   | Hein Gericke-Honda          |                       | 18   |
| Leandro Becheroni | Suzuki                      |                       | 29   |
| Roger Burnett     | Rothmans-Honda-UK           | Water in carburateurs | 10   |
| Simon Buckmaster  | Duckhams Oil-Honda          |                       | 24   |
| Josef Doppler     | Suzuki                      |                       | 35   |

#### Niet deelgenomen
| Coureur           | Merk                      | Oorzaak  |
| ----------------- | ------------------------- | -------- |
| Freddie Spencer   | Rothmans-HRC-Honda        | Blessure |
| Henk van der Mark | PDM-Honda                 | Blessure |
| Niall Mackenzie   | Skoal Bandit-Heron-Suzuki | Blessure |
| Dave Petersen     | HB-Gallina-Suzuki         |          |
| Gustav Reiner     | Bakker-Honda-Deutschland  |          |
| Shungi Yatsushiro | Moriwaki-HRC-Honda        | Blessure |

### Top tien tussenstand 500cc-klasse
| Pos | Coureur             | Merk                                                  | Ptn |
| --- | ------------------- | ----------------------------------------------------- | --- |
| 1   | Eddie Lawson        | Marlboro-Agostini-Yamaha                              | 84  |
| 2   | Randy Mamola        | Lucky Strike-Roberts-Yamaha                           | 74  |
| 3   | Wayne Gardner       | Rothmans-HRC-Honda                                    | 72  |
| 4   | Mike Baldwin        | Lucky Strike-Roberts-Yamaha                           | 52  |
| 5   | Christian Sarron    | Gauloises-Sonauto-Yamaha                              | 43  |
| 6   | Rob McElnea         | Marlboro-Agostini-Yamaha                              | 39  |
| 7   | Raymond Roche       | Rothmans-Katayama-Honda / Rothmans-Katayama-HRC-Honda | 18  |
| 7   | Didier de Radiguès  | Rollstar-Chevallier-Honda                             | 18  |
| 9   | Pierfrancesco Chili | HB-Gallina-Suzuki                                     | 11  |
| 10  | Ron Haslam          | ELF-Honda                                             | 8   |
| 10  | Boet van Dulmen     | Bakker-PDM-Honda                                      | 8   |

## 250cc-klasse

### De training
De geruchtenstroom die op gang was gekomen over de financiële situatie bij Aprilia werd getemperd toen het team verklaarde dat men twee GP's had overgeslagen omdat men niet tevreden was over de motorblokken van Rotax, die slechts 64 pk leverden. Nu waren ze kennelijk verbeterd en kwam er 74 pk uit, maar toch wist fabriekscoureur Loris Reggiani zich slechts als vijftiende te kwalificeren. Donnie McLeod, ook met een Rotaxmotor onderweg, bereikte de derde startplaats, achter de Yamaha's van Carlos Lavado en Martin Wimmer. 

#### Trainingstijden
| Pos | Coureur          | Merk                        | Tijd    |
| --- | ---------------- | --------------------------- | ------- |
| 1.  | Carlos Lavado    | HB-Venemotos-Yamaha         | 2"34'34 |
| 2.  | Martin Wimmer    | Marlboro-Agostini-Yamaha    | 2"35'45 |
| 3.  | Donnie McLeod    | Silverstone-Armstrong-Rotax | 2"36'03 |
| 4.  | Toni Mang        | Rothmans-HRC-Honda          | 2"36'37 |
| 5.  | Tadahiko Taira   | Marlboro-Agostini-Yamaha    | 2"36'79 |
| 6.  | Dominique Sarron | Rothmans-Honda              | 2"37'08 |
| 7.  | Sito Pons        | Campsa-HRC-Honda            | 2"37'16 |
| 8.  | Pierre Bolle     | ELF-Parisienne              | 2"37'27 |
| 9.  | Niall Mackenzie  | Silverstone-Armstrong-Rotax | 2"37'35 |
| 10. | Fausto Ricci     | HRC-Honda                   | 2"37'90 |

### De race
De eerste ronde van de 250cc-race in Spa-Francorchamps was - vooral voor de favorieten - nogal een slagveld. Al in de eerste ronde gingen Stéphande Mertens en Carlos Lavado onderuit. Martin Wimmer en Toni Mang kwamen bij de start heel slecht weg. Zo begon Sito Pons als eerste aan de tweede ronde en hij werd de hele race niet meer bedreigd. Donnie McLeod reed naar de tweede plaats, maar werd geholpen doordat de JJ Cobas van Alan Carter na zes ronden slechter begon te lopen. Wimmer kwam intussen door een verkeerde afstelling niet naar voren en werd slechts zeventiende, maar ook Mang besloot na enkele schuivers niet meer aan te dringen en hij werd achttiende. Dat maakte de situatie voor Carlos Lavado minder zuur, want zijn concurrenten scoorden niet en hoewel Pons de tweede plaats in het wereldkampioenschap overnam, had hij nog tien punten achterstand op Lavado. 

#### Uitslag 250cc-klasse
| Pos | Coureur          | Merk                        | Tijd     | Grid | Punten |
| --- | ---------------- | --------------------------- | -------- | ---- | ------ |
| 1   | Sito Pons        | Campsa-HRC-Honda            | 47"43'42 | 7    | 15     |
| 2   | Donnie McLeod    | Silverstone-Armstrong-Rotax | 47"54'39 | 3    | 12     |
| 3   | Jacques Cornu    | ELF-Parisienne-Honda        | 48"19'39 | 16   | 10     |
| 4   | Dominique Sarron | Rothmans-Honda              | 48"19'71 | 6    | 8      |
| 5   | Alan Carter      | JJ Cobas-Rotax              | 48"20'88 | 14   | 6      |
| 6   | Carlos Cardús    | Campsa-Honda                | 48"34'21 | 25   | 5      |
| 7   | Jean Foray       | Chevallier-Yamaha           | 48"35'67 | 21   | 4      |
| 8   | Niall Mackenzie  | Silverstone-Armstrong-Rotax | 48"35'99 | 9    | 3      |
| 9   | Tadahiko Taira   | Marlboro-Agostini-Yamaha    | 48"38'76 | 5    | 2      |
| 10  | Hans Lindner     | Rotax                       | 48"39'03 | 18   | 1      |
| 11  | Fausto Ricci     | HRC-Honda                   | 48"50'05 | 10   |        |
| 12  | Michel Siméon    | Yamaha                      | 48"56'42 | 13   |        |
| 13  | Hans Becker      | Yamaha                      | 48"59'10 | 30   |        |
| 14  | Antonio Rota     | Rotax                       | 49"00'49 | 32   |        |
| 15  | Gary Noël        | EMC-Rotax                   | 49"00'88 | 20   |        |
| 16  | Reinhold Roth    | HB-Römer-Honda              | 49"01'49 | 12   |        |
| 17  | Martin Wimmer    | Marlboro-Agostini-Yamaha    | 49"09'19 | 2    |        |
| 18  | Toni Mang        | Rothmans-HRC-Honda          | 49"09'47 | 4    |        |
| 19  | Cees Doorakkers  | Honda                       | 49"32'44 | 35   |        |
| 20  | Maurizio Vitali  | Garelli                     | 50"17'27 | 36   |        |
| 21  | Bruno Bonhuil    | Honda                       | 50"20'69 | 27   |        |
| 22  | Roland Freymond  | Yamaha                      | 50"21'79 | 33   |        |
| 23  | Guy Bertin       | Parisienne                  | 50"31'12 | 24   |        |

#### Niet gefinisht
| Coureur                | Merk                     | Oorzaak         | Grid |
| ---------------------- | ------------------------ | --------------- | ---- |
| Carlos Lavado          | HB-Venemotos-Yamaha      | Val             | 1    |
| Pierre Bolle           | ELF-Parisienne           | Motor te koud   | 8    |
| Jean-François Baldé    | Rothmans Katayama-Honda  | Val             | 11   |
| Loris Reggiani         | Aprilia-Rotax            | Afstelling      | 15   |
| Stéphane Mertens       | Johnson-Yamaha           | Val             | 17   |
| Siegfried Minich       | Honda                    |                 | 19   |
| Jean-Michel Mattioli   | Yamaha                   |                 | 22   |
| Virginio Ferrari       | Total-Katayama-HRC-Honda |                 | 23   |
| Manfred Herweh         | HB-Aprilia-Rotax         | Beslagen vizier | 26   |
| Christian Boudinot     | JJ Cobas-Rotax           |                 | 28   |
| Jean-Louis Guignabodet | MIG-Rotax                |                 | 29   |
| Harald Eckl            | Honda                    |                 | 31   |
| René Delaby            | Rotax                    |                 | 34   |

#### Niet deelgenomen
| Coureur              | Merk   | Oorzaak   |
| -------------------- | ------ | --------- |
| Jean-Louis Tournadre | Yamaha | Blessures |

### Top tien tussenstand 250cc-klasse
| Pos | Coureur             | Merk                        | Ptn |
| --- | ------------------- | --------------------------- | --- |
| 1   | Carlos Lavado       | HB-Venemotos-Yamaha         | 72  |
| 2   | Sito Pons           | Campsa-HRC-Honda            | 62  |
| 3   | Toni Mang           | Rothmans-HRC-Honda          | 51  |
| 4   | Jean-François Baldé | Rothmans-Katayama-Honda     | 45  |
| 5   | Martin Wimmer       | Marlboro-Agostini-Yamaha    | 44  |
| 6   | Dominique Sarron    | Rothmans-Honda              | 31  |
| 7   | Jacques Cornu       | ELF-Parisienne-Honda        | 28  |
| 8   | Donnie McLeod       | Silverstone-Armstrong-Rotax | 27  |
| 9   | Fausto Ricci        | HRC-Honda                   | 24  |
| 10  | Pierre Bolle        | ELF-Parisienne              | 15  |

## 125cc-klasse

### De training
Luca Cadalora en Fausto Gresini stonden met hun Garelli's binnen 0,3 seconde, maar toch wist August Auinger er zich met zijn Bartol-MBA tussen te plaatsen. In voorbereiding van de toekomstige beperking tot slechts één cilinder voor de 125cc-klasse probeerde Gary Noël zich te kwalificeren met een prototype EMC met een Rotax-eencilinder, maar hij slaagde daar niet in. 

#### Trainingstijden
| Pos | Coureur            | Merk           | Tijd    |
| --- | ------------------ | -------------- | ------- |
| 1.  | Luca Cadalora      | FMI-Garelli    | 2"44'69 |
| 2.  | August Auinger     | Bartol-LCR-MBA | 2"44'72 |
| 3.  | Fausto Gresini     | FMI-Garelli    | 2"44'99 |
| 4.  | Bruno Kneubühler   | LCR-MBA        | 2"45'30 |
| 5.  | Ezio Gianola       | MBA            | 2"45'42 |
| 6.  | Domenico Brigaglia | Ducados-MBA    | 2"45'78 |
| 7.  | Alfred Waibel      | MBA            | 2"46'83 |
| 8.  | Olivier Liégeois   | Assmex-MBA     | 2"47'80 |
| 9.  | Pier Paolo Bianchi | MBA            | 2"48'34 |
| 10. | Thierry Feuz       | MBA            | 2"48'40 |

### De race
Luca Cadalora had niets aan zijn snelle trainingstijd, want na één ronde kwam hij al de pit in om zijn tankbeluchting te laten herstellen. Ook Ángel Nieto kwam na de eerste ronde de pit in en even later stopten August Auinger en Bruno Kneubühler. Cadalora hervatte zijn race, maar viel in de vierde ronde bij La Source. Er vormde zich een grote kopgroep met onder andere Pier Paolo Bianchi, Fausto Gresini, Willy Pérez, Lucio Pietroniro, Domenico Brigaglia en Olivier Liégeois. Acht ronden voor het einde nam Brigaglia de leiding. Gianola bedreigde hem nog, maar maakte een fout waardoor hij naar de zesde plaats terugviel. Daarvan profiteerde Pietroniro, die op een droge baan vermogen tekortkwam, maar dat werd door de regen gecompenseerd. Hij schudde Pérez van zich af en werd tweede. Olivier Liégeois, die zich in Assen niet had weten te kwalificeren, werd in zijn thuisrace vijfde. 

#### Uitslag 125cc-klasse
| Pos | Coureur            | Merk        | Tijd      | Grid | Punten |
| --- | ------------------ | ----------- | --------- | ---- | ------ |
| 1   | Domenico Brigaglia | Ducados-MBA | 43"21'59  | 6    | 15     |
| 2   | Lucio Pietroniro   | MBA         | 43"39'79  | 11   | 12     |
| 3   | Willy Pérez        | MBA         | 43"47'94  | 14   | 10     |
| 4   | Fausto Gresini     | FMI-Garelli | 43"48'88  | 3    | 8      |
| 5   | Olivier Liégeois   | Assmex-MBA  | 43"52'42  | 8    | 6      |
| 6   | Ezio Gianola       | MBA         | 43"53'67  | 5    | 5      |
| 7   | Pier Paolo Bianchi | MBA         | 44"03'73  | 9    | 4      |
| 8   | Paolo Casoli       | MBA         | 44"21'09  | 13   | 3      |
| 9   | Jussi Hautaniemi   | MBA         | 44"33'14  | 15   | 2      |
| 10  | Thierry Feuz       | MBA         | 44"39'01  | 10   | 1      |
| 11  | Johnny Wickström   | MBA         | 44"40'70  | 12   |        |
| 12  | Robin Appleyard    | MBA         | 44"45'78  | 20   |        |
| 13  | Anton Straver      | MBA         | 45"03'83  | 22   |        |
| 14  | Jean-Claude Selini | MBA         | 45"14'76  | 24   |        |
| 15  | Willi Huperich     | Seel-MBA    | 45"22'92  | 33   |        |
| 16  | Alain Kempener     | MBA         | 45"36'02  | 34   |        |
| 17  | Peter Sommer       | MBA         | 45"45'29  | 28   |        |
| 18  | Patrick Daudier    | PMDF        | 46"06'09  | 30   |        |
| 19  | Robin Milton       | MBA         | 46"06'60  | 32   |        |
| 20  | Ton Spek           | MBA         | 46"28'21  | 35   |        |
| 21  | Jan Eggens         | LCR-EGA     | +1 ronde  | 25   |        |
| 22  | Ivan Troisi        | MBA         | +1 ronde  | 27   |        |
| 23  | Håkan Olsson       | MBA         | +2 ronden | 26   |        |

#### Niet gefinisht
| Coureur          | Merk           | Oorzaak    | Grid |
| ---------------- | -------------- | ---------- | ---- |
| Luca Cadalora    | FMI-Garelli    | Val        | 1    |
| August Auinger   | Bartol-LCR-MBA | Ontsteking | 2    |
| Bruno Kneubühler | LCR-MBA        | Ontsteking | 4    |
| Alfred Waibel    | MBA            |            | 7    |
| Paul Bordes      | MBA            |            | 16   |
| Ángel Nieto      | Ducados-MBA    | Ontsteking | 17   |
| Jacques Hutteau  | MBA            |            | 18   |
| Mike Leitner     | MBA            |            | 19   |
| Andres Sánchez   | Ducados-MBA    |            | 21   |
| Esa Kytölä       | MBA            |            | 23   |
| Manfred Braun    | MBA            |            | 29   |
| Eric Gijsel      | MBA            |            | 31   |
| Boy van Erp      | MBA            | Val        | 36   |

### Top tien tussenstand 125cc-klasse
| Pos | Coureur            | Merk        | Ptn |
| --- | ------------------ | ----------- | --- |
| 1   | Fausto Gresini     | FMI-Garelli | 62  |
| 2   | Luca Cadalora      | FMI-Garelli | 61  |
| 3   | Ezio Gianola       | MBA         | 47  |
| 4   | Domenico Brigaglia | Ducados-MBA | 41  |
| 5   | Bruno Kneubühler   | LCR-MBA     | 24  |
| 6   | Pier Paolo Bianchi | MBA         | 22  |
| 7   | Willy Pérez        | MBA         | 21  |
| 8   | Lucio Pietroniro   | Johnson-MBA | 20  |
| 9   | Johnny Wickström   | MBA         | 15  |
| 9   | Olivier Liégeois   | Assmex-MBA  | 15  |

## Zijspanklasse

### De training
Hoewel Rolf Biland en Kurt Waltisperg de snelste trainingstijd reden, maakten Egbert Streuer en Bernard Schnieders zich helemaal geen zorgen. In 1985 hadden ze al 2"36'05 gereden en ze hadden ook nu twee of drie seconden sneller kunnen zijn, maar vonden het niet nodig het materiaal zo zwaar te belasten. Met hun rondetijd stonden ze in elk geval voor hun grootste concurrenten Alain Michel/Jean Marc Fresc. 

#### Trainingstijden
| Pos | Coureur          | Bakkenist          | Merk               | Tijd    |
| --- | ---------------- | ------------------ | ------------------ | ------- |
| 1.  | Rolf Biland      | Kurt Waltisperg    | LCR-Krauser        | 2"36'57 |
| 2.  | Egbert Streuer   | Bernard Schnieders | LCR-Yamaha         | 2"37'21 |
| 3.  | Alain Michel     | Jean-Marc Fresc    | Krauser-LCR-Yamaha | 2"37'50 |
| 4.  | Steve Webster    | Tony Hewitt        | LCR-Yamaha         | 2"37'81 |
| 5.  | Markus Egloff    | Urs Egloff         | LCR-Seel           | 2"38'23 |
| 6.  | Masato Kumano    | Helmut Diehl       | LCR-Yamaha         | 2"41'42 |
| 7.  | Rolf Steinhausen | Bruno Hiller       | Camel-Busch-Yamaha | 2"41'47 |
| 8.  | Steve Abbott     | Vince Biggs        | Windle-Yamaha      | 2"41'76 |
| 9.  | Alfred Zurbrügg  | Adolf Hänni        | LCR-Yamaha         | 2"42'65 |
| 10. | Derek Bayley     | Brian Nixon        | LCR-Ricardo Z      | 2"42'78 |

### De race
Na de start nam Egbert Streuer al snel de leiding over van Rolf Biland en Steve Webster, maar bij het terugschakelen voor Les Combes hoorde hij al iets kraken en vervolgens had hij alleen de eerste versnelling nog over. Daarmee was zijn race voorbij, terwijl Biland halverwege de eerste ronde een fout maakte waardoor hij achterop raakte. Steve Webster kon zo samen met bakkenist Tony Hewitt zijn eerste GP-overwinning scoren, want Alain Michel/Jean-Marc Fresc drongen niet meer aan nadat ze vanuit de pit het signaal kregen dat Streuer uit de race was. Ook opmerkelijk was de derde plaats van Rolf Steinhausen en Bruno Hiller, die een heel goed weekend hadden. Ze vonden een geldschieter in de vorm van Camel en scoorden niet alleen hun eerste punten van het seizoen, maar ook meteen een podiumplaats. Rolf Biland en Kurt Waltisperg waren feitelijk de snelsten van de dag. Nadat ze waren teruggevallen naar de elfde plaats wisten ze zich naar de vierde plaats terug te vechten. Hoewel Streuer er niet zwaar aan tilde, had hij nu twaalf punten achterstand op Alain Michel en was ook Webster hem gepasseerd in het wereldkampioenschap. 

#### Uitslag zijspanklasse
| Pos | Coureur            | Bakkenist          | Merk               | Tijd     | Grid | Punten |
| --- | ------------------ | ------------------ | ------------------ | -------- | ---- | ------ |
| 1   | Steve Webster      | Tony Hewitt        | LCR-Yamaha         | 45"05'42 | 4    | 15     |
| 2   | Alain Michel       | Jean-Marc Fresc    | Krauser-LCR-Yamaha | 45"13'48 | 3    | 12     |
| 3   | Rolf Steinhausen   | Bruno Hiller       | Camel-Busch-Yamaha | 45"16'33 | 9    | 10     |
| 4   | Rolf Biland        | Kurt Waltisperg    | LCR-Krauser        | 45"39'63 | 1    | 8      |
| 5   | Derek Bayley       | Brian Nixon        | LCR-Ricardo Z      | 45"50'66 | 12   | 6      |
| 6   | Markus Egloff      | Urs Egloff         | LCR-Seel           | 45"53'71 | 5    | 5      |
| 7   | Steve Abbott       | Vince Biggs        | Windle-Yamaha      | 45"54'67 | 10   | 4      |
| 8   | Masato Kumano      | Helmut Diehl       | LCR-Yamaha         | 46"13'88 | 8    | 3      |
| 9   | René Progin        | Yvan Hunziker      | Seymaz-Yamaha      | 46"33'44 | 6    | 2      |
| 10  | Yoshisada Kumagaya | Kazahito Makiuchi  | LCR-Yamaha         | 46"46'43 | 15   | 1      |
| 11  | Derek Jones        | Brian Ayres        | LCR-Yamaha         |          | 13   |        |
| 12  | Frank Wrathall     | Simon Birchall     | LCR-Yamaha         |          | 14   |        |
| 13  | Graham Gleeson     | David Elliott      | LCR-Yamaha         |          |      |        |
| 14  | Hans Hügli         | Markus Fährni      | LCR-Yamaha         |          |      |        |
| 15  | Ray Gardner        | Tony Stewart       | LCR-Yamaha         |          |      |        |
| 16  | Barry Brindley     | Chris Jones        | Windle-Yamaha      |          |      |        |
| 17  | Werner Kraus       | Oliver Schuster    | Busch-Yamaha       |          |      |        |
| 18  | Dave Hallam        | John Gibbard       | Yamaha             |          |      |        |
| 19  | Cor van Reeuwijk   | Hans Blauw         | Yamaha             |          | 28   |        |
| 20  | Albert Weber       | Harald Scheidawind | LCR-Yamaha         |          |      |        |

#### Niet gefinisht
| Coureur         | Bakkenist          | Merk       | Oorzaak         | Grid |
| --------------- | ------------------ | ---------- | --------------- | ---- |
| Theo van Kempen | Geral de Haas      | LCR-Yamaha | Ontsteking      | 16   |
| Egbert Streuer  | Bernard Schnieders | LCR-Yamaha | Versnellingsbak | 2    |
| Bernd Scherer   | Wolfgang Gess      | BSR-Yamaha |                 | 7    |
| Alfred Zurbrügg | Adolf Hänni        | LCR-Yamaha |                 | 11   |

### Top tien tussenstand zijspanklasse
| Pos | Coureur          | Bakkenist                      | Merk                              | Ptn. |
| --- | ---------------- | ------------------------------ | --------------------------------- | ---- |
| 1   | Alain Michel     | Jean-Marc Fresc                | Krauser-LCR-Yamaha                | 42   |
| 2   | Steve Webster    | Tony Hewitt                    | LCR-Yamaha                        | 39   |
| 3   | Egbert Streuer   | Bernard Schnieders             | LCR-Yamaha                        | 30   |
| 4   | Steve Abbott     | Shaun Smith en Vince Biggs     | Windle-Yamaha                     | 28   |
| 5   | Markus Egloff    | Urs Egloff                     | LCR-Seel                          | 22   |
| 6   | Rolf Biland      | Kurt Waltisperg                | LCR-Krauser                       | 20   |
| 7   | Masato Kumano    | Helmut Diehl                   | LCR-Yamaha                        | 15   |
| 8   | Alfred Zurbrügg  | Martin Zurbrügg en Adolf Hänni | LCR-Yamaha                        | 14   |
| 9   | Derek Jones      | Brian Ayres                    | LCR-Yamaha                        | 12   |
| 10  | Rolf Steinhausen | Bruno Hiller                   | Busch-Yamaha / Camel-Busch-Yamaha | 10   |

## Trivia

### Belgische organisatie
De organisatie in Spa-Francorchamps was altijd al slecht, maar het leek van kwaad tot erger te gaan. Al aan het eind van de jaren zeventig klaagden de teams steen en been over de vrije toegang die het publiek tot het rennerskwartier had. Niet alleen werd het sleutelen zo bijna onmogelijk, er werd ook veel gestolen. De coureurs en monteurs, die meer dan 100.000 toeschouwers aantrokken, moesten bijvoorbeeld betalen voor het gebruik van de toiletten. In 1979 werden de rijders geconfronteerd met nieuw maar spiegelglad asfalt, wat uiteindelijk leidde tot een boycot van de topcoureurs en een verplaatsing van de Belgische Grand Prix naar het circuit van Zolder in 1980. In 1981 kwam men terug in Spa-Francorchamps, maar weer werd het publiek niet in de hand gehouden en greep de gendarmerie pas in nadat er bijna een ongeluk gebeurde. In 1981 kreeg het publiek, ondanks een verbod van de FIM, voor 100 Belgische frank toegang tot het rennerskwartier. Net als in 1980 zat het publiek op de vangrail en werden er bierflessen op de baan gegooid. In 1983 werden het circuit en de voorzieningen in het rennerskwartier verbeterd, niet voor de motorcoureurs, maar onder druk van Bernie Ecclestone, die de Formule 1 naar Spa-Francorchamps bracht. 
In 1984 lag het circuit vol modder en moest er dag en nacht gepoetst worden om het asfalt geschikt te maken voor de races. Het veelal dronken publiek trok in het rennerskwartier tenten kapot en er werd weer veel gestolen. De tijdwaarnemers waren de draad helemaal kwijt en vroegen aan de coureurs welke tijden zij dachten gereden te hebben. Toen de gendarmerie tijdens de racedag het publiek met de wapenstok achter de hekken sloeg, werden enkele beroepsfotografen daar ook het slachtoffer van. In 1985 was er opnieuw geasfalteerd, maar dat asfalt werd door de Formule 1-auto's in de trainingen aan flarden gereden. En nu, in 1986, leek men helemaal vergeten te zijn dat er ook pers nodig was om de Grand Prix te verslaan. Journalisten waren tijdens de Joegoslavische GP al geconfronteerd met slecht werkende telefoon- en telexverbindingen, maar in Spa-Francorchamps werden pas op vrijdag telexapparaten besteld op verzoek van de journalisten, die met geen mogelijkheid de trainingsresultaten konden doorgeven. Ook was er geen afspraak gemaakt met de RTbf om televisieopnamen te maken, noch met de Eurovisie om het internationale beeldsignaal te verzorgen. Verslaggever Hans Kiviet stelde alles in het werk om in elk geval opnamen van de zijspanrace voor de NOS te krijgen, maar om 19.37 uur kreeg de NOS wat beelden van de 500cc-race, die twaalf minuten later in de uitzending van Studio Sport uitgezonden konden worden. Verder was er een tijdschema opgesteld dat niet klopte en omdat de races door de regen nog uitliepen, was de prijsuitreiking van de zijspanklasse pas om 18.45 uur. En het publiek had weer vrij toegang tot het rennerskwartier.
De gebrekkige veiligheidsmaatregelen leidden tot sancties van de FIM, waardoor er in het seizoen 1987 geen Belgische Grand Prix werd georganiseerd.

### Ongehoorzaam
Rolf Biland trotseerde door in België te verschijnen de wens van zijn geldschieter Mike Krauser. Die had besloten dat het Krauser-LCR-project voorlopig op een laag pitje zou komen te staan als Biland de TT van Assen niet zou uitrijden. Formeel had Biland die race wel uitgereden, maar met drie ronden achterstand. Biland had ook nog andere belangen om aan te denken. Op de eerste plaats zijn eigen belangen, maar ook die van sponsor Rothmans International. 
1921 · 1922 · 1923 · 1924 · 1925 · 1926 · 1927 · 1928 · 1929 · 1930 · 1931 · 1932 · 1933 · 1934 · 1935 · 1936 · 1937 · 1938 · 1939 · 1947 · 1948 · 1949 · 1950 · 1951 · 1952 · 1953 · 1954 · 1955 · 1956 · 1957 · 1958 · 1959 · 1960 · 1961 · 1962 · 1963 · 1964 · 1965 · 1966 · 1967 · 1968 · 1969 · 1970 · 1971 · 1972 · 1973 · 1974 · 1975 · 1976 · 1977 · 1978 · 1979 · 1980 · 1981 · 1982 · 1983 · 1984 · 1985 · 1986 · 1988 · 1989 · 1990